# Iwatsuka (métro de Nagoya)
Iwatsuka (岩塚駅, Iwatsuka-eki) est une station du métro de Nagoya sur la ligne Higashiyama dans l'arrondissement de Nakamura à Nagoya.

## Situation sur le réseau
La station Iwatsuka est située au point kilométrique (PK) 2,0 de la ligne Higashiyama.

## Histoire
La station a été inaugurée le 21 septembre 1982.

## Services aux voyageurs

### Accès et accueil
La station est ouverte tous les jours.

### Desserte

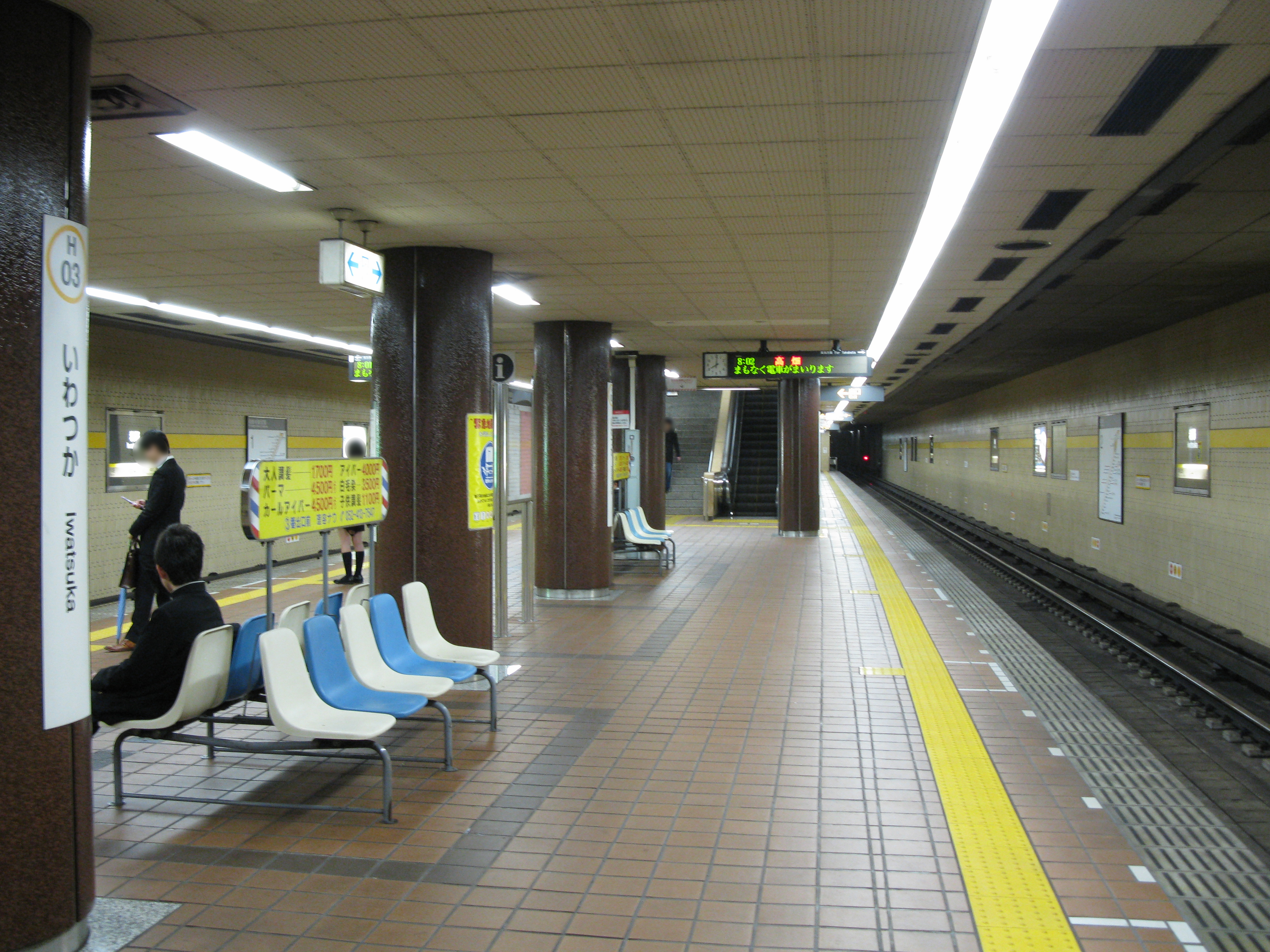
Vue du quai de la station

- Ligne Higashiyama :
  - voie 1 : direction Fujigaoka
  - voie 2 : direction Takabata